# Фрейзер, Джордж Макдоналд
Джордж Макдоналд Фрейзер (англ. George MacDonald Fraser; 1925—2008) — британский шотландский автор исторических романов, нехудожественных текстов и нескольких сценариев. Прославился своими «Записками Флэшмена» — вымышленного им офицера британской армии, принимавшего участие в большинстве колониальных войн империи XIX столетия.

## Биография
Родился в семье врачей шотландского происхождения в Карлайле, Англия, 2 апреля 1925 года. Отец привил ему любовь к чтению и Шотландии. Был ленив, что помешало ему пойти по родительским стопам в медицину.
В 1943—1947 годах служил в армии. Во время Второй мировой войны в Бирме, а сразу после неё — на Ближнем Востоке и в Северной Африке (в том числе в Триполи). Период службы описал в своём творчестве. Долго работал журналистом, в том числе в Канаде. Скончался от рака.

### Личная жизнь
Состоял в браке с 1949 года. Имел 3 детей и 8 внуков.

## Произведения

### Серия книг о Флэшмене
см. Гарри Пэджет Флэшмен#Книги серии

### Прочие романы
- Mr American (1980)
- The Pyrates (1983)
- Black Ajax (1997)
- The Candlemass Road (1993)
- The Reavers (2007)
- Captain in Calico (2015, издан посмертно)

### Избранная статья
- «Long before the decay of lying», Chicago Tribune (1963) [Chicago, Ill] 9 Nov 1969: p6.

### Мемуары
- Quartered Safe Out Here (1992) — воспоминания о том, как он служил пехотинцем во время кампании в Бирме
- The Light's on at Signpost (2002) — воспоминания о работе на Голливуд, критика политкорректности.

## Награды
- Орден Британской империи (1999)

## Интересные факты
- Был противником метрической системы
- Критиковал политкорректность